# Devin Booker (basket-ball, 1991)
Pour les articles homonymes, voir Devin Booker et Booker (homonymie).
Ne doit pas être confondu avec Devin Booker (basket-ball, 1996).

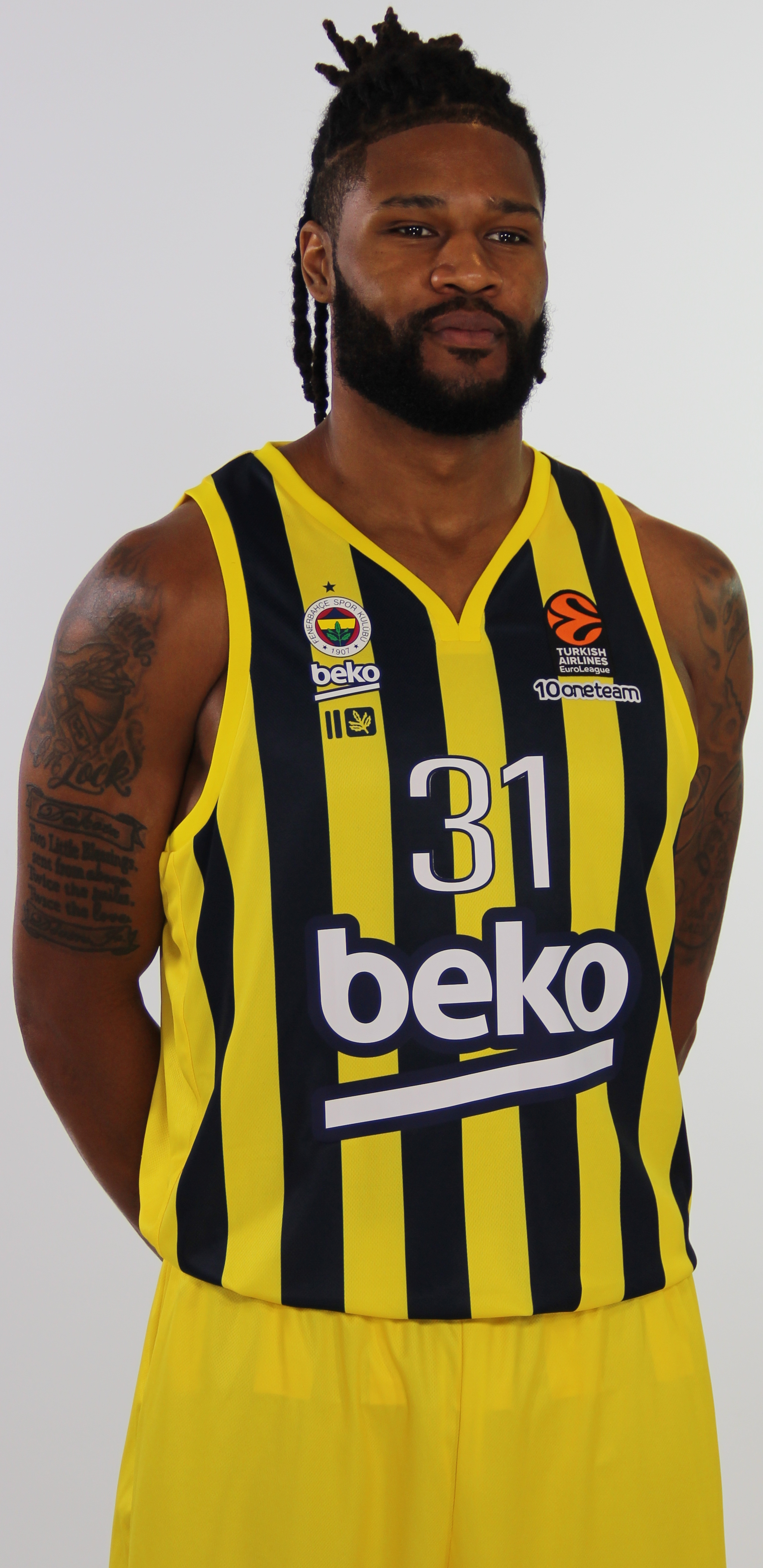
Devin Booker avec le Fenerbahçe SK en 2021

Devin Booker, né le 28 février 1991, à Whitmire, Caroline du Sud est un joueur américain de basket-ball. Il évolue au poste de pivot.

## Carrière

### SLUC Nancy (juin-décembre 2013)
Il signe son premier contrat professionnel durant l'été 2013 à Nancy, dans le championnat français. Après 5 matches disputés, il se blesse à l'aine et est indisponible jusqu'à la fin de l'année 2013. 
En décembre 2013, Nancy décide de se séparer de Booker.

### JL Bourg-en-Bresse (déc.2013 - 2015)
À la fin du mois, il s'engage avec Bourg-en-Bresse, dans le championnat français de 2e division. 

### Élan Chalon (2015-2016)
Le 29 juin 2015, il signe pour le club de l'Élan Chalon, où il est élu MVP de la saison 2015-2016.

### Bayern Munich (2016-2019)
Il signe pour le Bayern Munich le 14 juillet 2016.

### Khimki Moscou (2019-2021)
En juillet 2019, Booker quitte le Bayern Munich et rejoint le BC Khimki Moscou. Le contrat court sur une durée d'un an,.
Après une première année réussie, il prolonge son contrat pour une saison supplémentaire.
En février 2021, Booker retourne aux États-Unis alors que le Khimki a des difficultés à payer ses joueurs.

### Fenerbahçe Istanbul (2021-2023)
En juin 2021, Booker rejoint le Fenerbahçe Istanbul avec lequel il signe un contrat de deux saisons.

### Retour au Bayern Munich (2023-)
En 2023, il fait son retour au Bayern Munich. 

## Palmarès

### En équipe
- Vainqueur des Playoffs de Pro B avec la JL Bourg en 2014
- Finaliste de la Leaders Cup : 2016
- Champion d'Allemagne 2018 et 2019 avec le Bayern Munich
- Coupe d'Allemagne : 2018
- Champion de Turquie en 2022

### Distinction individuelle
- Sélectionné dans le premier cinq majeur (All-EuroCup First Team) de l'EuroCoupe 2017-2018
- MVP de la saison 2015-2016 de Pro A
- MVP de la finale des playoffs de Pro B 2014[1]
- MVP du mois de Janvier 2016 en Pro A[15]

## Vie privée
Son frère aîné, Trevor Booker, est aussi joueur professionnel de basket-ball.